# Да Силва, Андерсон Мигел
А́ндерсон Миге́л да Си́лва (порт.-браз. Ânderson Miguel da Silva; род. 28 июля 1983[…], Сан-Паулу), более известеный как Нене́ (порт.-браз. Nenê) — бразильский футболист, нападающий португальского клуба «Вилафранкенсе».

## Карьера
Нене начал свои выступления, играя за клубы «Сан-Бенту», «Риашуэло» и «Санта-Круз». Затем он играл за «Крузейро» и, на правах аренды, в клубе «Ипатинга». В июле 2008 года Нене был куплен португальским клубом «Насьонал», в составе этой команды Нене забил 20 голов (8 из них — головой), став лучшим бомбардиром чемпионата Португалии и приведя клуб к 4-му месту и возможности сыграть в матчах Лиги чемпионов, также он забил 2 гола в Кубке Португалии, в котором «Насьонал» дошёл до полуфинала турнира.
19 июня 2009 года Нене перешёл в итальянский клуб «Кальяри», заплативший за трансфер бразильца 4,5 млн евро, по контракту, подписанному на 4 года, Нене будет получать 450 тыс. евро за сезон. 23 сентября Нене забил первый гол в серии А, поразив ворота «Бари». 1 ноября Нене сделал первый «дубль» в серии А, забив в ворота «Аталанты». Всего в первом сезоне в Италии бразилец провёл 33 игры и забил 8 голов.

## Достижения
- Лучший бомбардир чемпионата Португалии: 2009 (20 голов)